# 王嘉誠
王嘉誠（英語：Wang Chia-cheng，1986年5月30日—），生於臺灣臺北，台灣青年精英棒球選手之一，曾效力於中華職棒Lamigo桃猿隊，守備位置為投手。

## 档案
- 出生日期：1986年5月30日
- 身高體重：180公分，80公斤
- 投打習慣：右投右打
- 守備位置：外野手→投手
- 最高球速：140 km/h（2011年）
- 擅長球種：曲球、滑球、指叉球
- 最高學歷：輔仁大學
- 職棒選秀：2011年12月28日中華職棒新人選秀會Lamigo桃猿第三輪（第11順位）
- 簽約金額：150萬元新台幣
- 職棒月薪：7萬元新台幣（2012年）
- 親屬關係：王嘉稔（兄长，同为棒球手）
- 婚姻關係：已婚（妻子為賴姓女子）

## 經歷
- 台北縣民義國小（未加入球隊）
- 台北縣明德中學青少棒隊（國一下學期開始加入）
- 台北縣秀峰中學青少棒隊（國三時轉入）
- 台北市強恕中學青棒隊[1]
- 台北縣輔仁大學棒球隊（中興保全、泰安產險） [1]
- 台北縣成棒隊（2009年8月－2009年9月27日） [1]
- 桃園航空城棒球隊（2010年－2011年） [1]
- 中華職棒Lamigo桃猿隊（2012年1月－2014年11月） [2]

## 職棒生涯成績
| 年度   | 球隊       | 出賽 | 勝投 | 敗投 | 中繼 | 救援 | 完投 | 完封 | 四死 | 三振 | 責失 | 投球局數 | 防禦率 |
| ------ | ---------- | ---- | ---- | ---- | ---- | ---- | ---- | ---- | ---- | ---- | ---- | -------- | ------ |
| 2012年 | Lamigo桃猿 | 2    | 0    | 1    | 0    | 0    | 0    | 0    | 3    | 3    | 3    | 3.2      | 7.36   |
| 合計   | 1年        | 2    | 0    | 1    | 0    | 0    | 0    | 0    | 3    | 3    | 3    | 3.2      | 7.36   |

## 特殊事蹟
- 2004年 -- 2004年全國青棒菁英大賽功勞獎。
- 2005年 -- 04月2005年協會盃全國成棒年度大賽當中先發對戰台灣電力棒球隊，主投九局被擊出六支安打失掉四分，拿下完投勝。
- 2005年 -- 12月20日第七屆梅花旗全國大學棒球錦標賽當中先發對戰環球技術學院棒球隊，主投九局被擊出六支安打，另外送出八次三振，無失分的表現，投出個人棒球生涯第一場的完投完封勝。
- 2006年 -- 10月13日2006年協會盃全國成棒年度大賽當中先發對戰維輪實業棒球隊，主投九局僅被擊出五支安打、送出八次三振以及兩次四壞球的表現，投出完投完封勝。
- 2006年 -- 2006年協會盃全國成棒年度大賽投手獎第五名(0.490)。
- 2006年 -- 與林瀚拍攝黑人牙膏廣告。
- 2008年 -- 於97年役男國家代表隊儲備選手甄選投手部分當中落選。
- 2010年 -- 擔任緯來綜合台棒球節目《打擊出去》節目固定救援王[2]，其背號26號是來至於緯來綜合台於26頻道，參予節目114集的錄影，後因節目改版不再使用救援王而退出該節目錄影，是唯一長期待在《打擊出去》節目的棒球球員。
- 2011年 -- 03月28日100年全國成棒甲組春季聯賽當中對戰台灣電力棒球隊，主投六局無失分，領先退場不過最後球隊遭到逆轉，無關勝敗。
- 2011年 -- 05月14日代表台灣之星棒球隊參加「2011年明星公益愛心棒球賽」（藝人性質），25:8領先時在第九局登板救援一局。
- 2011年 -- 年底參加中華職棒新人測試會，得到職棒教練團的推薦通過並參加2011年中華職棒新人選秀會，並於選秀會中得到Lamigo桃猿隊 第三指名加入。
- 2012年 -- 01月10日以月薪7萬、簽約金150萬元以及激勵獎金40萬元加盟Lamigo桃猿隊 。
- 2012年 -- 06月2日個人職棒生涯初登板於洲際球場對戰興農牛隊，在六局下兩人出局接替黃中辰上場後援，主投2.1局被敲3支安打、2次三振、1次保送失1分。

## 外部連結
- 王嘉誠在台灣棒球維基館上的頁面（繁體中文）